# 라오까이
라오까이시(베트남어: Thành phố Lào Cai / 城舖老街)는 베트남 동북부 지방 라오까이성의 성도이다.

## 개요
베트남 북서부에 위치하며 중국 윈난성 허커우 야오족 자치현과 국경을 마주하고 있다. 송꼬이강 연안이며, 라오까이역은 하노이역으로부터 철도(하노이-라오까이 선)로 약 296km떨어져 있다. 쿤밍과는 철도가 연결되어 있어서 교통과 군사 상의 요지이다. 최근에 철광석과 인회석의 채굴이 시작되었고 발전소도 있다. 1979년 중월전쟁의 전장이 되어 국경이 폐쇄되었다가 1993년 다시 열렸다.

## 행정구역
다음 12개 방(坊)과 5개 사(社)를 관할한다.

### 방
- 박끄엉 (Bắc Cường /北強)
- 박렌 (Bắc Lệnh /北怜)
- 빈민 (Bình Minh /平明)
- 꼭레우 (Cốc Lếu /谷老)
- 주옌하이 (Duyên Hải / 沿海)
- 낌떤 (Kim Tân /金新)
- 라오까이 (Lào Cai / 老街)
- 남끄엉 (Nam Cường /南強)
- 포모이 (Phố Mới /舖買)
- 뽐한 (Pom Hán /奔漢)
- 통녓 (Thống Nhất / 統一)
- 쑤언땅 (Xuân Tăng / 春增)

### 사
- 깜두엉 (Cam Đường /甘棠)
- 동뚜옌 (Đồng Tuyển / 同選)
- 홉타인 (Hợp Thành /合城)
- 따포이 (Tả Phời /左陪)
- 반화 (Vạn Hoà /萬和)

## 기후
쾨펜의 기후 구분에서 온대 하우 기후이다. 베트남에서도 북쪽에 위치하기 때문에 겨울 기온이 낮은 10℃를 밑도는 날도 있다. 5월부터 9월까지 최고기온이 30℃를 넘고, 온도가 높고 습하다. 여름의 기온은 서일본의 평지와 같은 정도이다.
| 라오까이시의 기후                  | 라오까이시의 기후 | 라오까이시의 기후 | 라오까이시의 기후 | 라오까이시의 기후 | 라오까이시의 기후 | 라오까이시의 기후 | 라오까이시의 기후 | 라오까이시의 기후 | 라오까이시의 기후 | 라오까이시의 기후 | 라오까이시의 기후 | 라오까이시의 기후 | 라오까이시의 기후 |
| 월                                 | 1월               | 2월               | 3월               | 4월               | 5월               | 6월               | 7월               | 8월               | 9월               | 10월              | 11월              | 12월              | 연간              |
| ---------------------------------- | ----------------- | ----------------- | ----------------- | ----------------- | ----------------- | ----------------- | ----------------- | ----------------- | ----------------- | ----------------- | ----------------- | ----------------- | ----------------- |
| 역대 최고 기온 °C (°F)             | 31.4 (88.5)       | 34.6 (94.3)       | 38.0 (100.4)      | 38.1 (100.6)      | 41.0 (105.8)      | 40.1 (104.2)      | 39.7 (103.5)      | 40.0 (104.0)      | 36.8 (98.2)       | 37.2 (99.0)       | 33.2 (91.8)       | 31.5 (88.7)       | 41.0 (105.8)      |
| 일평균 최고 기온 °C (°F)           | 20.1 (68.2)       | 21.3 (70.3)       | 25.3 (77.5)       | 28.8 (83.8)       | 32.1 (89.8)       | 32.7 (90.9)       | 32.7 (90.9)       | 32.4 (90.3)       | 31.3 (88.3)       | 28.7 (83.7)       | 25.1 (77.2)       | 21.9 (71.4)       | 27.7 (81.9)       |
| 일일 평균 기온 °C (°F)             | 15.7 (60.3)       | 17.0 (62.6)       | 20.7 (69.3)       | 24.2 (75.6)       | 27.0 (80.6)       | 27.9 (82.2)       | 27.9 (82.2)       | 27.5 (81.5)       | 26.3 (79.3)       | 24.0 (75.2)       | 20.2 (68.4)       | 17.0 (62.6)       | 23.0 (73.4)       |
| 일평균 최저 기온 °C (°F)           | 13.3 (55.9)       | 14.5 (58.1)       | 17.9 (64.2)       | 21.1 (70.0)       | 23.6 (74.5)       | 24.7 (76.5)       | 24.9 (76.8)       | 24.4 (75.9)       | 23.3 (73.9)       | 21.2 (70.2)       | 17.5 (63.5)       | 14.3 (57.7)       | 20.0 (68.0)       |
| 역대 최저 기온 °C (°F)             | 1.4 (34.5)        | 5.6 (42.1)        | 6.8 (44.2)        | 10.0 (50.0)       | 14.8 (58.6)       | 18.7 (65.7)       | 20.0 (68.0)       | 17.3 (63.1)       | 15.8 (60.4)       | 8.8 (47.8)        | 5.8 (42.4)        | 2.8 (37.0)        | 1.4 (34.5)        |
| 평균 강수량 mm (인치)              | 22 (0.9)          | 33 (1.3)          | 58 (2.3)          | 129 (5.1)         | 171 (6.7)         | 239 (9.4)         | 302 (11.9)        | 355 (14.0)        | 222 (8.7)         | 153 (6.0)         | 54 (2.1)          | 27 (1.1)          | 1,764 (69.4)      |
| 평균 강수일수                      | 7.8               | 8.8               | 11.5              | 15.8              | 16.8              | 18.7              | 20.9              | 21.1              | 15.8              | 14.8              | 10.2              | 7.7               | 169.8             |
| 평균 상대 습도 (%)                 | 84.8              | 84.0              | 82.5              | 83.1              | 81.4              | 84.4              | 85.8              | 86.0              | 85.5              | 85.8              | 86.3              | 85.8              | 84.6              |
| 평균 월간 일조시간                 | 80                | 70                | 102               | 142               | 180               | 145               | 158               | 160               | 158               | 133               | 109               | 104               | 1,539             |
| 출처: 베트남 과학 기술 양성 연구소 |                   |                   |                   |                   |                   |                   |                   |                   |                   |                   |                   |                   |                   |

## 교통
국경의 요충지이며, 라오까이역은 하노이-라오까이 선의 사실상 종점이다. 2014년 3월 하노이시 노이바이 국제공항 부근에서 라오까이 사이에 약 265km의 고속도로가 개통되면서 현재 라오까이와 사빠 그리고 하노이 중심부를 4~5시간에 연결하는 고속 버스가 운행되고 있다.